# Fortín
Fortín là một đô thị thuộc bang Veracruz, México. Năm 2005, dân số của đô thị này là 53311 người.